# بيتر تشياريلي
بيتر تشياريلي هو لاعب هوكي جليد كندي، ولد في 5 أغسطس 1964 في Nepean, Ontario ‏ في كندا.

## وصلات خارجية
- بيتر تشياريلي على موقع EliteProspects.com (الإنجليزية)
- بيتر تشياريلي على موقع HockeyDB.com (الإنجليزية)